# Secretario general de la CNT
El secretario general de la Confederación General del Trabajo es el jefe de la Confederación Nacional del Trabajo, un sindicato anarcosindicalista español. Carece de poder ejecutivo, limitándose sus atribuciones a cuestiones técnicas y administrativas.
Se accede al cargo vía elección en un pleno confederal de regionales de la CNT o mediante un Congreso. Paralelamente se designa la federación local que es a la que pertenece el secretario general escogido como sede. Es por este motivo que la CNT no cuenta con una sede central fija, sino que va cambiando dependiendo de la localidad del sindicato al cual está afiliado el secretario general elegido en cada ocasión.
El pleno local de la federación local elegida como sede se reúne para designar el resto de secretarías, que serán:
- Tesorería
- Acción sindical y Jurídica-propresos
- Prensa, propaganda y cultura
- Organización
- Comunicación
- Cualquier otra secretaría necesaria distintas a las anteriores

El secretario general es elegido por el pleno confederal de regionales y el resto de las secretarías son escogidas por el pleno local de la federación local que es sede. Todos ellos forman el Secretariado Permanente del Comité Confederal (SP-CC) de la CNT. El resto del comité confederal lo forman las secretarías generales de cada regional junto con el Secretariado Permanente.
El primer secretario general de la CNT, escogido en el congreso de constitución de la organización en 1910, fue José Negre que era secretario general del sindicato catalán Solidaridad Obrera, embrión de la CNT, y la primera sede del SP CN fue Barcelona. No se conoce el nombre y duración en el cargo de todos los secretarios generales de la CNT puesto que durante años el sindicato fue una organización clandestina y que estuvo sujeta a una fuerte represión, por lo que en algunas ocasiones existen varias versiones sostenidas por distintas fuentes. Además al no ser un cargo ejecutivo, el puesto no ha tenido -salvo en ciertos momentos- una excesiva importancia.
En la actualidad, Erika Conrado Arredondo ocupa el cargo desde 2024, siendo Granollers, Barcelona la sede del SP-CC.

## Lista de secretarios generales de la CNT

### Hasta laguerra civil
| N°     | Retrato            | Nombre (Nacimiento-fallecimiento)      | Duración            | Duración                                                          | Sede del SP-CN | Notas |
| ------ | ------------------ | -------------------------------------- | ------------------- | ----------------------------------------------------------------- | -------------- | --- |
| 1      |                    | José Negre Oliveras (1875-1939)        | noviembre de 1910   | septiembre de 1911                                                | Barcelona      | Entre 1911 y 1914 la organización estuvo en la clandestinidad, de tal manera que no se puede asegurar que efectivamente José Negre ocupase el cargo entre 1913 y 1914.                                                                       |
| 1      | septiembre de 1911 | José Negre Oliveras (1875-1939)        | 1914                |                                                                   | Barcelona      | Entre 1911 y 1914 la organización estuvo en la clandestinidad, de tal manera que no se puede asegurar que efectivamente José Negre ocupase el cargo entre 1913 y 1914.                                                                       |
| 2      |                    | Manuel Andreu Colomer(1889-1968)       | noviembre de 1914   | agosto de 1916                                                    | Barcelona      | |
| 3      |                    | Francisco Jordán Gallego(1886-1921)    | agosto de 1916      | febrero de 1917                                                   | Barcelona      | Se levantaron las restricciones legales contra la CNT y reanudó su actividad pública en 1915. |
| 4      |                    | Francisco Miranda Concha (1869-1950)   | diciembre de 1917   | julio de 1918                                                     | Barcelona      | |
| –      |                    | Manuel Buenacasa Tomeo (1886-1964)     | agosto de 1917      | noviembre de 1917                                                 | Barcelona      | Secretario general interino, mientras Francisco Miranda estuvo preso. |
| (4)    |                    | Francisco Miranda Concha (1869-1950)   | diciembre de 1917   | julio de 1918                                                     | Barcelona      | |
| 5      |                    | Manuel Buenacasa Tomeo (1886-1964)     | agosto de 1918      | diciembre de 1918                                                 | Barcelona      | |
| 6      |                    | Evelio Boal López (1884-1921)          | enero de 1919       | diciembre de 1919                                                 | Barcelona      | Como secretario general provisional |
| 6      | diciembre de 1919  | Evelio Boal López (1884-1921)          | marzo de 1921       | Asesinado en 1921                                                 | Barcelona      | |
| 7      |                    | Andrés Nin Pérez (1892-1937)           | 1921                | mayo de 1921                                                      | Barcelona      | |
| 8      |                    | Joaquín Maurín Juliá (1896-1950)       | 1921                | febrero de 1922                                                   | Barcelona      | |
| 9      |                    | Juan Peiró Belis (1887-1942)           | mayo de 1922        | julio de 1923                                                     | Barcelona      | Algunos consideran que la duración en el cargo de Juan Peiró concluyó a finales de 1922 y que de esa fecha a marzo de 1923 la secretaría general la ocupó Salvador Seguí.                                                                    |
| 10     |                    | Salvador Seguí Rubinat (1887-1923)     | diciembre de 1922   | 10 de marzo de 1923 †                                             | Barcelona      | |
| 11     |                    | Manuel Adame Misa (1901-1945)          | julio de 1923       | 16 de agosto de 1923                                              | Sevilla        | |
| 12     |                    | Paulino Díez Martín (1892-1980)        | agosto de 1923      | 25 de diciembre de 1923                                           | Sevilla        | |
| 13     |                    | José Gracián Galán                     | abril de 1924       | junio de 1924                                                     | Zaragoza       | |
| –      |                    | Desconocido                            | junio de 1924       | septiembre de 1925                                                | –              | Durante este período, la CNT estuvo ilegalizada por la Dictadura de Primo de Rivera y desarrolló sus actividades de forma clandestina. Por el momento se desconoce la identidad del secretario general.                                      |
| 14     |                    | Avelino González Mallada (1894-1938)   | septiembre de 1925  | junio de 1926                                                     | Gijón          | |
| 15     |                    | Segundo Blanco González                | 1926                | noviembre de 1926                                                 | Gijón          | |
| 16 (9) |                    | Juan Peiró Belis                       | enero de 1927       | mayo de 1929                                                      | Barcelona      | |
| 17     |                    | Ángel Pestaña Núñez                    | 1929                | 1929                                                              | Barcelona      | |
| 18     |                    | Juan López Sánchez                     | 1930                | 1930                                                              | Barcelona      | |
| 19     |                    | Progreso Alfarache Arrabal             | 1930                | 1930                                                              | Barcelona      | |
| 20     |                    | Ángel Pestaña Núñez                    | 1930                | marzo de 1932                                                     | Barcelona      | |
| 20     |                    | Progreso Alfarache Arrabal (1888–1964) | 27 de junio de 1930 | 27 de septiembre de 1930                                          | Barcelona      | |
| 21     |                    | Francesc Arín Palacios                 | octubre de 1930     | diciembre de 1930                                                 | Barcelona      | Sirviendo como secretario general interino. |
| 21     | diciembre de 1930  | Francesc Arín Palacios                 | diciembre de 1931   | Durante este período se estableció la Segunda República española. | Barcelona      | |
| 21     |                    | Manuel Rivas Barros                    | 19 de marzo de 1932 | enero de 1933                                                     | Barcelona      | |
| 22     |                    | Joaquín Ascaso Abadía                  | noviembre de 1933   | diciembre de 1933                                                 | Zaragoza       | Fue elegido Secretario General en el Pleno Nacional celebrado en Zaragoza. |
| 23     |                    | Miguel Yoldi Beroiz                    | diciembre de 1933   | febrero de 1935                                                   | Zaragoza       | |
| 24     |                    | Horacio Martínez Prieto                | marzo de 1935       | 18 de julio de 1936                                               | Zaragoza       | Parece que dimitió tras el congreso de Zaragoza de 1936 y que fue sustituido provisionalmente por David Antona y Antonio Moreno en Madrid a lo largo del verano, volviendo a la secretaría general entre septiembre y mediados de noviembre. |
| –      |                    | David Antona Domínguez (1904-1945)     | 18 de julio de 1936 | septiembre de 1936                                                | Madrid         | Secretario General provisional durante los primeros meses de la guerra civil española. |
| (24)   |                    | Horacio Martínez Prieto                | marzo de 1935       | 18 de julio de 1936                                               | Madrid         | |
| 25     |                    | Mariano Rodríguez Vázquez              | noviembre de 1936   | febrero de 1939                                                   | Madrid         | Se traslada la sede de Barcelona, a Madrid y luego a Valencia. Plazo finalizado con la conclusión de la Ofensiva de Cataluña. Murió en París en junio de 1939.                                                                               |

### Durante el franquismo
Durante este periodo la Confederación Nacional del Trabajo funcionó de forma clandestina en el interior de España, actuando también la organización en el exilio en Francia. Entre los exiliados hubo una escisión que provocó que durante un período hubiese dos comités confederales con sus correspondientes secretarios generales de la CNT en el exilio.

#### En el interior
| Nombre                     | Duración           | Duración           |
| -------------------------- | ------------------ | ------------------ |
| Esteban Pallarols Xirgu    | abril de 1939      | noviembre de 1939  |
| Manuel López López         | enero de 1940      | julio de 1940      |
| Celedonio Pérez Bernardo   | julio de 1940      | febrero de 1941    |
| Eusebio Azañedo Grande     | diciembre de 1942  | agosto de 1943     |
| Manuel Amil Barciá         | septiembre de 1943 | septiembre de 1944 |
| Sigfrido Catalá Tineo      | septiembre de 1944 | marzo de 1945      |
| Ramón Rufat Llop           | abril de 1945      | julio de 1945      |
| José Expósito Leiva        | julio de 1945      | octubre de 1945    |
| Ángel Morales Vázquez      | noviembre de 1945  | marzo de 1946      |
| Lorenzo Íñigo Granizo      | marzo de 1946      | abril de 1946      |
| Enrique Marco Nadal        | mayo de 1946       | abril de 1947      |
| Antonio Ejarque Pina       | mayo de 1947       | agosto de 1947     |
| Manuel Villar Mingo        | agosto de 1947     | noviembre de 1947  |
| Antonio Castaño Benavent   | abril de 1948      | julio de 1949      |
| Miguel Vallejo Sebastián   | julio de 1949      | junio de 1951      |
| Cipriano Damiano González  | junio de 1951      | junio de 1953      |
| Ismael Rodríguez Ajax      | octubre de 1960    | octubre de 1961    |
| Francisco Calle Mancilla   | abril de 1962      | febrero de 1964    |
| Cipriano Damiano González  | abril de 1964      | abril de 1965      |
| Francisco Royano Fernández | mayo de 1965       | septiembre de 1968 |

#### En el exilio

##### Antes de la escisión
| Nombre                    | Fecha de elección     | Organismo                   | Localidad | Notas                                                  |
| ------------------------- | --------------------- | --------------------------- | --------- | ------------------------------------------------------ |
| Mariano Rodríguez Vázquez | 25 de febrero de 1939 | Consejo General del MLE     | París     | Tras su muerte, ocupa el cargo Germinal Esgleas Jaume. |
| José Germán González      | junio de 1943         | Pleno Nacional (confederal) | Mauriac   |                                                        |
| Juan Manuel Molina Mateo  | septiembre de 1943    | Pleno Nacional (confederal) | Tourniac  |                                                        |
| Francisco Carreño Villar  | marzo de 1944         | Pleno Nacional (confederal) | Muret     |                                                        |
| Juan Manuel Molina Mateo  | octubre de 1944       | Pleno Nacional (confederal) | Toulouse  |                                                        |
| Germinal Esgleas Jaume    | mayo de 1945          | Congreso de París           | París     |                                                        |

##### Escisión

###### Fracción ortodoxa
| Nombre                      | Fecha de elección  | Organismo                        | Localidad | Notas                        |
| --------------------------- | ------------------ | -------------------------------- | --------- | ---------------------------- |
| Germinal Esgleas Jaume      | –                  | –                                | –         |                              |
| Germinal Esgleas Jaume      | agosto de 1946     | –                                | Toulouse  |                              |
| José Peirats Valls          | octubre de 1947    | Congreso de Federaciones Locales | Toulouse  |                              |
| Pedro Herrera Camarero      | abril de 1947      | I Conferencia Intercontinental   | –         |                              |
| Emilio Julio González       | octubre de 1948    | Congreso de Federaciones Locales | –         | Dimitió en diciembre de 1948 |
| Luis Blanco Manuel          | febrero de 1949    | II Conferencia Intercontinental  | Toulouse  |                              |
| José Peirats Valls          | mayo de 1950       | I Pleno Nacional (confederal)    | Toulouse  |                              |
| Martín Villarrupla          | abril de 1951      | II Pleno Intercontinental        | Toulouse  |                              |
| Germinal Esgleas Jaume      | julio de 1952      | III Pleno Intercontinental       | Aymare    |                              |
| Germinal Esgleas Jaume      | julio de 1953      | IV a VIII Pleno Intercontinental | Toulouse  |                              |
| Roque Santamaría Cortiguera | agosto de 1958     | IX Pleno Intercontinental        | Toulouse  |                              |
| Roque Santamaría Cortiguera | septiembre de 1959 | X Pleno Intercontinental         | Vierzon   |                              |
| Roque Santamaría Cortiguera | agosto de 1960     | Congreso de Federaciones Locales | Limoges   |                              |

###### Fracción posibilista
| Nombre                   | Fecha de elección | Organismo                                   | Localidad        |
| ------------------------ | ----------------- | ------------------------------------------- | ---------------- |
| Ramón Álvarez Palomo     | noviembre de 1945 | Pleno de Regionales de Origen               | Toulouse         |
| Ramón Álvarez Palomo     | agosto de 1946    | Plenaria                                    | Toulouse         |
| José Juan Domenech       | diciembre de 1947 | I Pleno Nacional (confederal) de Regionales | Toulouse         |
| José Juan Domenech       | mayo de 1948      | Plenaria                                    | –                |
| José Juan Domenech       | febrero de 1949   | II Pleno Nacional (confederal)              | –                |
| Helios Sánchez Fernández | junio de 1950     | III Pleno Nacional (confederal)             | –                |
| Miguel Vallejo Sebastián | junio de 1952     | IV y V Pleno Nacional (confederal)          | –                |
| Ramón Liarte Viu         | noviembre de 1955 | VI Pleno Nacional (confederal)              | –                |
| Ginés Alonso López       | agosto de 1957    | VII Pleno Nacional (confederal)             | –                |
| Ginés Alonso López       | octubre de 1958   | VIII Pleno Nacional (confederal)            | –                |
| Ginés Alonso López       | marzo de 1960     | IX Pleno Nacional (confederal)              | Clermont Ferrand |

##### Tras la reunificación
| Nombre                      | Fecha de elección | Organismo                        | Localidad   | Notas                    |
| --------------------------- | ----------------- | -------------------------------- | ----------- | ------------------------ |
| Roque Santamaría Cortiguera | agosto de 1961    | Congreso de Federaciones Locales | Limoges     |                          |
| Roque Santamaría Cortiguera | agosto de 1962    | Pleno Intercontinental           | Toulouse    |                          |
| Germinal Esgleas Jaume      | octubre de 1963   | Congreso de Federaciones Locales | Toulouse    |                          |
| Germinal Esgleas Jaume      | agosto de 1965    | Congreso de Federaciones Locales | Montpellier |                          |
| Fernando Alemany Meco       | agosto de 1967    | Pleno Intercontinental           | Marsella    |                          |
| Germinal Esgleas Jaume      | agosto de 1969    | Pleno Intercontinental           | Burdeos     |                          |
| Germinal Esgleas Jaume      | agosto de 1971    | Pleno Intercontinental           | Marsella    |                          |
| Marciano Sigüenza Pierna    | agosto de 1973    | Pleno Intercontinental           | Marsella    | Dimitió en enero de 1975 |
| Alejandro Lamela Rodríguez  | agosto de 1975    | Congreso de Federaciones Locales | Marsella    |                          |

### Desde laTransición
| Nombre                    | Duración          | Duración          | Sede del SP-CN         |
| ------------------------- | ----------------- | ----------------- | ---------------------- |
| Juan Gómez Casas          | agosto de 1976    | abril de 1978     | Madrid                 |
| Enric Marco Batlle        | abril de 1978     | diciembre de 1979 | Barcelona              |
| José Bondía Román         | diciembre de 1979 | enero de 1983     | Madrid                 |
| Antonio Pérez Canales     | enero de 1983     | julio de 1983     | Córdoba                |
| Fernando Montero Montalvo | julio de 1983     | 1985              | Madrid                 |
| Juan Gómez Casas          | 1985              | marzo de 1986     | Madrid                 |
| José Luis García Rúa      | marzo de 1986     | marzo de 1990     | Granada                |
| Vicente Villanueva Gardó  | abril de 1990     | noviembre de 1992 | Valencia               |
| José Ros Ramos            | noviembre de 1992 | mayo de 1995      | Barcelona              |
| Luis Fernando Barba       | mayo de 1995      | diciembre de 1995 | Granada                |
| José Luis Velasco         | diciembre de 1995 | febrero de 1998   | Madrid                 |
| Luis Fuentes Pérez        | diciembre de 1998 | octubre de 2000   | Bilbao                 |
| Ana Sigüenza Carbonell    | octubre de 2000   | marzo de 2003     | Madrid                 |
| Iñaki Gil Uriarte         | abril de 2003     | julio de 2005     | Vitoria                |
| Rafael Corrales Valverde  | julio de 2005     | agosto de 2007    | Sevilla                |
| Fidel Manrique Garrido    | agosto de 2007    | diciembre de 2010 | Torrelavega            |
| Alfonso Álvarez Osuna     | diciembre de 2010 | abril de 2013     | Córdoba                |
| Pedro Serna Vergara       | abril de 2013     | abril de 2015     | Valladolid             |
| Martín Paradelo Núñez     | abril de 2015     | julio de 2017     | Santiago de Compostela |
| Enrique Hoz González      | julio de 2017     | octubre de 2019   | Bilbao                 |
| Miguel García Romero      | octubre de 2019   | octubre de 2021   | Lebrija                |
| Isabel Arenales Guijarro  | octubre de 2021   | enero de 2022     | Valladolid             |
| Antonio Díaz García       | enero de 2022     | enero de 2024     | Madrid                 |
| Erika Conrado Arredondo   | enero de 2024     | Actualidad        | Granollers             |